# 桑妮亞·馬賀拉
桑妮亞·馬賀拉（1992年2月25日—）是印度女演員，主要出現在寶萊塢電影。
她至今最為人所知的角色是在電影《我和我的冠軍女兒》 中扮演阿米爾·罕的角力選手女兒芭碧塔。該電影在印度及海外（尤其是中國）均大受歡迎。

## 外部連結
- 桑妮亞·馬賀拉在互联网电影资料库（IMDb）上的資料（英文）
- 桑妮亞·馬賀拉的Instagram帳戶